# Escut de Corea del Nord
L'escut de Corea del Nord, més aviat un emblema que no un escut heràldic, és de forma arrodonida, amb el dibuix d'una central hidroelèctrica sota la muntanya de Paektu –la muntanya sagrada de la Revolució, segons la Constitució nord-coreana, i punt culminant de Corea–, damunt la qual irradia una estrella roja de cinc puntes, tot plegat emmarcat per espigues d'arròs lligades amb una cinta vermella amb una inscripció en coreà, en caràcters hangul, corresponent al nom oficial de l'Estat: 조선민주주의인민공화국 
Chosŏn Minjujuŭi Inmin Konghwaguk ('República Democràtica Popular de Corea').
L'escut segueix el model del de la Unió Soviètica, que fou adoptat per molts altres països de règim comunista, cosa que fa palesa clarament les relacions entre aquesta ideologia i la fundació de l'Estat nord-coreà al començament de la Guerra Freda.
Fou adoptat, juntament amb la bandera estatal, el setembre de 1948.

## Simbolisme oficial
L'estrella roja radiant representa «les glorioses tradicions revolucionàries creades pel Gran Líder Kim Il-sung i heretades per la República. Representa també el gran futur del poble coreà que, unit entorn del Líder, es troba en avanç continu cap a la unificació pacífica del país i cap a la victòria de la ideologia Juche».
La central hidroelèctrica al·ludeix a «la indústria moderna i independent que té la base en la indústria pesant i la classe treballadora». Les espigues d'arròs simbolitzen «la desenvolupada economia rural i els camperols».
La cinta vermella és «la unitat i la cohesió del poble coreà, basades en la gran ideologia Juche i en l'eternitat del seu poder».